# أماندا وين لي
أماندا وين لي (بالإنجليزية: Amanda Winn-Lee)‏ مواليد 14 نوفمبر 1972 في نيويورك، هي ممثلة ومخرجة وكاتبة سيناريو أمريكية.

## وصلات خارجية
- أماندا وين لي على موقع IMDb (الإنجليزية)
- أماندا وين لي على موقع كينوبويسك (الروسية)
- أماندا وين لي على موقع ANN person (الإنجليزية)